# Organická a mechanická solidarita
Mechanická a organická solidarita jsou typy společenské solidarity, které v roce 1893 představil ve své stěžejní teorii, rozvinuté v díle Společenská dělba práce (ve francouzském originále De la Division du Travail Social), významný francouzský sociolog Émile Durkheim. Ústředními koncepty této Durkheimovy teorie jsou dělba práce, společenská solidarita a vztah mezi nimi. Durkheim klasifikoval společnosti na dva typy dle převládající povahy jejich solidarity. Ještě předtím však rozdělil solidaritu z hlediska subjektů na solidaritu pozitivní a negativní. Negativní solidaritu definoval jako vztah osoby a věci a pozitivní solidaritu jako vzájemný vztah mezi jednotlivci. Právě pozitivní solidaritě přikládal Durkheim největší význam a dále ji rozdělil na solidaritu mechanickou, kterou spojuje s tradiční společností a solidaritu organickou, která se váže ke společnosti moderní.
Durkheim tedy nesouhlasil s myšlenkou, která v 19. století převládala, že „Moderní industrialismus sociální solidaritu nevyhnutelně ničí a ohrožuje stavbu společnosti.” Naopak zastával názor, že „Organické formy solidarity vytvářejí daleko pevnější pouta vzájemné závislosti, poněvadž tyto formy nabízejí potenciál pro lepší vyváženost mezi individuálními rozdíly a kolektivním účelem.” 

## Proměna charakteru společnosti tradiční na společnost moderní
Zásadní proměna charakteru společnosti v první polovině 19. století (v sociologii označované jako tradiční společnost) v důsledku průmyslové revoluce a navazujících politických revolucí, měla pochopitelný vliv na sociologii, coby vznikající nový samostatný vědní obor. Téměř všichni tehdejší představitelé sociologie v reakci na tyto změny ve společnosti staví do protikladu dvě formy lidského soužití.
Společnost jako bipolární vidí v modifikovaných podobách kromě E. Durkheima, který ve svém díle rozlišuje společnosti se solidaritou mechanickou a solidaritou organickou, také sociologové F. Tönnies (který staví tradiční pospolitost do kontrastu s moderní společností), H. Spencer (stavějící společnost průmyslovou proti společnosti vojenské), C.H.Cooley (skupiny primární a skupiny sekundární), H. Becker (společnosti posvátné a privátní), R. MacIver (komunity a asociace), R. Redfield (společnost venkovská a městská) a další.

## Solidarita mechanická
V tradiční společnosti, kde je dělba práce teprve ve svých počátcích, se vyskytuje solidarita mezi lidmi v podstatě stejného postavení, protože každý musí vykonávat všechny činnosti nezbytné pro své přežití. Lidé se tedy od sebe liší jen velmi málo, a tak je solidarita založena na stejném vnímání světa, sdílení společných hodnot, zkušeností, problémů, citů i tužeb. Tyto prvky se pojí do kolektivního vědomí, které jedince přivádí ke vzájemné spolupráci.
Vědomí jednotlivce je tedy totožné s vědomím kolektivním, čímž jedinec ztrácí svou individualitu, svébytnost a nezávislost a stává se zneužitelným jako složka mechanické soustavy. Vnitřní celistvost tradiční společnosti zabezpečuje tlak kolektivního vědomí a všeobecně závazná pravidla jsou donucovacím nástrojem proti všemu, co může tuto celistvost ohrozit. Dle Durkheima zde jedinec nepatří sobě, ale je věcí, kterou disponuje společnost.
Vazba mezi jedinci bez vlastního vědomí a společností je obdobná jako u anorganických látek, kde jsou jednotlivé prvky omezeny strukturou celé molekuly. Od toho je odvozen název mechanická solidarita.
Durkheim určuje typ solidarity převládající v dané společnosti na základě charakteru jejích právních norem. V tradiční společnosti, kde je právo represivní – tedy individuum je donuceno přijmout normy, trest, kolektivní vědomí a náboženské zvyklosti, je solidarita mechanická.

## Solidarita organická
V moderní společnosti, kde je již dělba práce rozvinutá, lidé zaujímají nejen odlišné pozice, ale také plní odlišné činnosti vzájemně se doplňující, existuje solidarita organická, která je postavena na dělbě práce a kooperaci. Lidé vědí, že pouze ve spojení s aktivitami ostatních lidí mají jejich vlastní aktivity smysl a právě tato vzájemná závislost podmiňuje vznik a rozvoj spolupráce.
Pojem organická solidarita je v analogii s fungováním orgánů živého organismu. Protože má každý orgán v živém těle svou specifickou fyziognomii a autonomii, je nezbytný pro fungování organismu jako celku. Obdobně tedy má ve společnosti s organickou solidaritou každý jedinec svou vlastní funkci a sféru vlastních činností a také on je nezbytný pro celek sociálního života. Čím je rozlišení částí organismu výraznější, tím je jednota organismu větší. Každý jedinec se zároveň podrobuje zvykům a praktikám, které má společné s celou svou korporací, avšak díky skutečnosti, že má svou vlastní sféru působnosti se své individuality nevzdává zcela. Individualita celku zde roste spolu s individualitou jeho částí. Stěžejní prvky společnosti jako je právo, morálka a civilizace se racionalizují a zobecňují. Souběžně tak dochází k rozvoji individuálního psychického života jednotlivců. Z těchto znaků bychom snadno mohli vyvozovat větší míru štěstí ve vyspělejších společnostech, přesto tomu tak nebývá. Durkheim tvrdil, že: „Procesy změn jsou v moderním světě natolik prudké a intenzivní, že z nich vyrůstají i závažné sociální problémy. Mohou mít ničivý vliv na tradiční způsoby života, na morálku, náboženskou víru i na modely každodennosti, aniž by přitom nabídly srozumitelné nové hodnoty.”
Nový systém zahrnující organickou solidaritu je proti mechanické solidaritě sice pokrokem, ale skrývá v sobě nebezpečí tzv. anomie, což je stav, kdy specializace jedinců není vyvážena zpětnou integrací a kdy ve společnosti přestávají platit pravidla a normy. S tímto pojmem také pracují Robert King Merton, Friedrich Hayek, Talcott Parsons a Max Weber. Robert King Merton i Fridrich Hayek definovali anomii jako disharmonii mezi obecně uznávaným hodnotovým systémem ve společnosti a zákonnými prostředky pro jejich dodržování. Talcott Parsons staví anomii jako základ fašizace sociálního života a aplikuje svou teorii na nacistické a postnacistické Německo. V západní společnosti je tento pojem dáván do souvislosti s Maxem Weberem a jeho pojmem racionalizace.
Na základě charakteru právních norem Durkheim usuzuje, že v moderní společnosti, kde je právo restitutivní – tedy kolektivní vědomí a náboženský obsah jsou oslabovány, převládá solidarita organická.

### Mechanická vs. organická solidarita
| Prvek                             | Mechanická solidarita | Organická solidarita |
| Strukturální základ               | Založená na podobnostech (převládá v méně vyspělých společnostech) Segmentární typ (nejprve vymezen klanově, později teritoriálně) Jen malá míra nezávislosti (společenská pouta relativně slabá) Relativně nízká míra zalidnění Relativně nízká materiální a morální hustota | Založená na dělbě práce (převládá ve vyspělejších společnostech) Organizovaný typ (propojení trhů a rozrůstání měst) Velká míra nezávislosti (společenská pouta relativně silná) Relativně vysoká míra zalidnění Relativně vysoká míra materiální i morální hustoty |
| Druhy norem                       | Pravidla podmíněná represivními sankcemi Převládá trestní právo | Pravidla podmíněná restitutivními sankcemi Převládá občanské právo |
| Formální rysy kolektivního vědomí | Autorita kolektivu je absolutní kolektivní vědomí jako integrační činitel | Více prostoru pro individuální reflexi a iniciativu |
| Obsah kolektivního vědomí         | Společnost a zájmy společnosti jako celku mají nadřazenou hodnotu Transcendentální – nadřazení lidským zájmům, neoddiskutovalné Všudypřítomné náboženství | Stále více sekulární Orientováno na člověka – věnuje se lidským zájmům, je otevřen diskuzi Nadřazenou hodnotu má individuální důstojnost – rovnost ve vztahu k příležitostem, pracovní etika a sociální spravedlnost                                                |

## Dvojí funkce solidarity organické a solidarity mechanické v Durkheimově sociologickém systému
1. Nástroj analýzy struktury kapitalistické společnosti, v níž koexistuje solidarita organická i mechanická s převahou organické solidarity (nikoliv převahou absolutní)
2. Typologie společenského vývoje – na počátku společenského vývoje převládá mechanická solidarita a postupem času směrem k současnosti je nahrazována organickou solidaritou

Bipolární modely společnosti a jejího vývoje během 20. století postupně ztrácely na aktuálnosti v kontextu se sociologií, jež se vydala směrem nehistorické vědy zaměřené téměř výhradně na empirickém studiu dílčích problémů.

## Kritika
Johannes Lenhard ve své studii A Critical Account of Durkheim's Concept of Organic Solidarity kritizuje zejména Durkheimův optimismus vůči organické solidaritě. Poznamenává, že dělba práce nemusí mít nutně pouze pozitivní následky. Argumentuje následovně: v primitivních společnostech byly rodiny závislé pouze samy na sobě – nezbytné věci jako potravu a oděvy si obstarávaly samy. Ve společnostech s rozvinutou dělbou práce se jedinec bez produktů práce druhých neobejde. Na jedné straně je tedy (duševně) nezávislý, fyzicky je však zapleten do sítě smluvních vztahů, které podmiňují jeho nutnou interakci s okolím, která nemusí být vždy chtěná a harmonická.